# Dasyhelea dupliforceps
Dasyhelea dupliforceps är en tvåvingeart som beskrevs av Tokunaga 1959. Dasyhelea dupliforceps ingår i släktet Dasyhelea och familjen svidknott. Inga underarter finns listade i Catalogue of Life.